# Botuverá (kommun)
Botuverá är en kommun i Brasilien.   Den ligger i delstaten Santa Catarina, i den södra delen av landet, 1 300 km söder om huvudstaden Brasília. Antalet invånare är 4 468.
Följande samhällen finns i Botuverá:
- Botuverá

I omgivningarna runt Botuverá växer i huvudsak städsegrön lövskog. Runt Botuverá är det glesbefolkat, med 20 invånare per kvadratkilometer.